# Lankaphthona
Lankaphthona is een geslacht van kevers uit de familie bladkevers (Chrysomelidae).
De wetenschappelijke naam van het geslacht werd in 2001 gepubliceerd door Medvedev.

## Soorten
- Lankaphthona antennata Medvedev, 2001
- Lankaphthona bicolor Medvedev, 2001
- Lankaphthona micheli Medvedev, 2001